# Gilbert Burnet
Gilbert Burnet, född den 18 september 1643 i Edinburgh, död den 17 mars 1715, var en skotsk teolog och historiker, biskop i engelska kyrkan.
Burnet blev 1669 teologie professor i Glasgow och råkade där till följd av sin religiösa fördragsamhet i oenighet med såväl de episkopala som presbyterianerna. År 1674 blev han predikant i London och uppträdde som sådan med häftighet mot katolikernas kult. När den katolske Jakob II uppsteg på Englands tron (1685), begav sig Burnet till Holland, där han kom i stor ynnest hos prins Vilhelm av Oranien, vilken han, såsom hovpredikant, 1688 åtföljde till England.
År 1689 blev han biskop av Salisbury och utövade sedan ett stort inflytande på såväl kyrkans som statens angelägenheter. Särskilt kom han genom sin välvilja och verksamhetslust att spela en stor roll som förmedlare mellan fientliga partier och krafter, varigenom han fick stor betydelse för stärkandet av konung Vilhelms ställning. Då han en gång i ett herdabrev yttrat, att konung Vilhelms välde grundade sig på erövring, blev detta brev på parlamentets befallning uppbränt av bödeln - vilket dock ej hindrade, att han utsågs till lärare för en av de kungliga prinsarna. Burnet gjorde sig känd för en storartad välgörenhet.

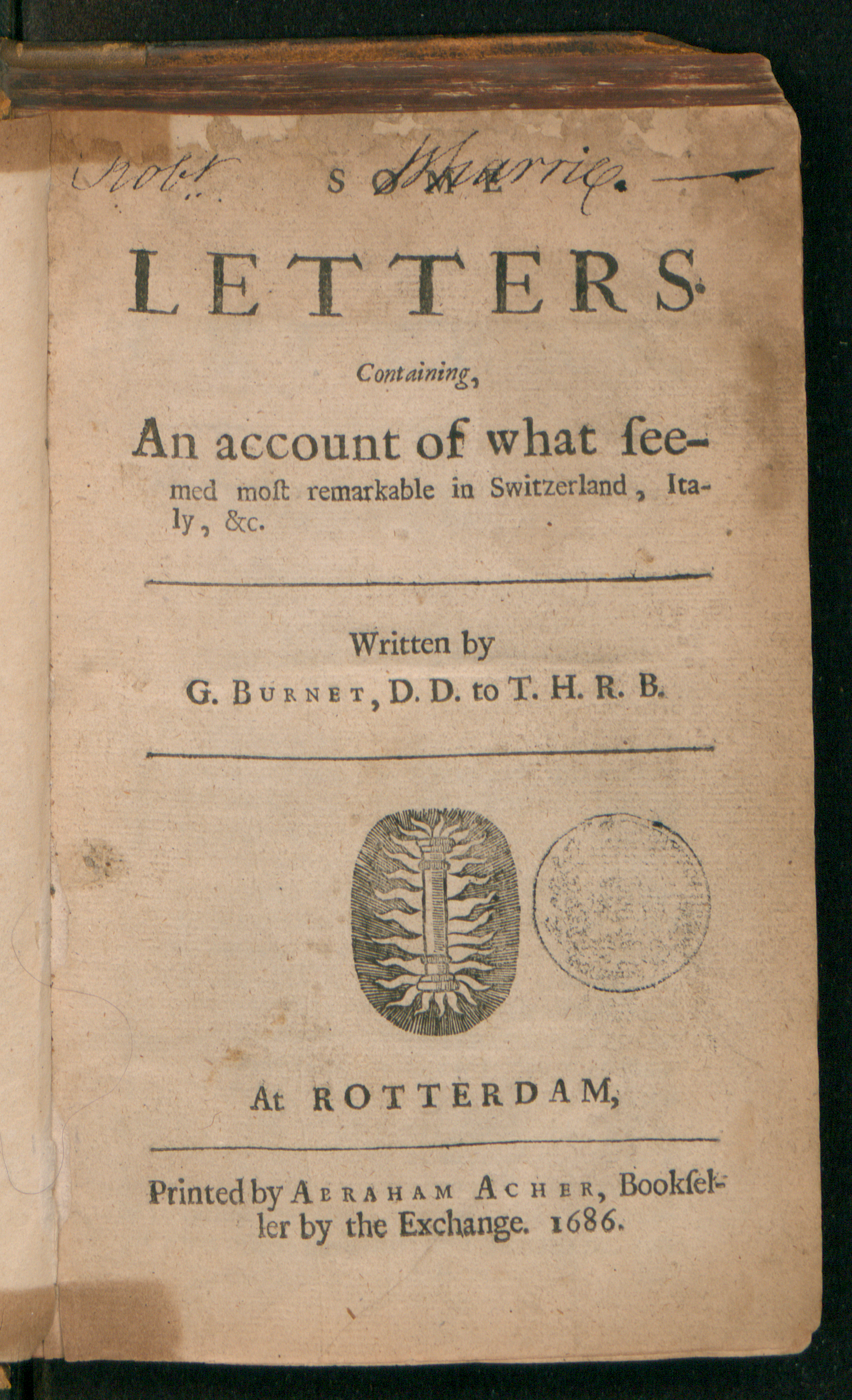
Some letters containing an account of what seemed most remarkable in Switzerland, Italy, 1686

Bland hans synnerligen talrika arbeten må nämnas History of the reformation of the church of England (1679–1714), för vilket verk parlamentet ägnade honom ett tacksägelsevotum, och History of his own time, utgiven 1723–1724 av författarens son samt 1823 i en upplaga, där många i första upplagan uteslutna partier intagits. Båda dessa arbeten är viktiga källskrifter.